# 1418
1418 (MCDXVIII) a fost un an comun al calendarului iulian, care a început într-o zi de sâmbătă.

## Evenimente

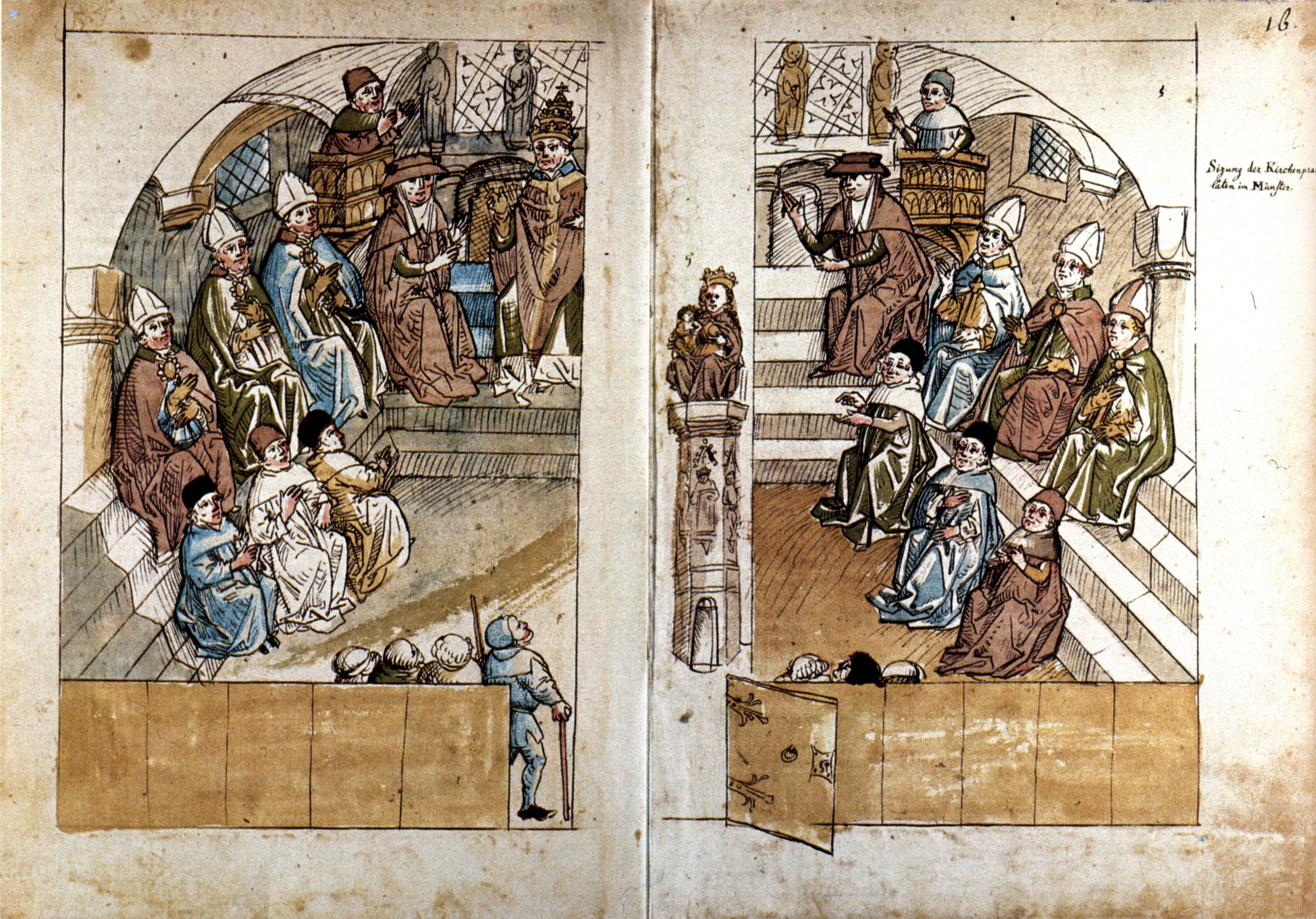
Conciliul de la Constanța

- Se termină Conciliul de la Konstanz privind eradicarea „ereziei” husite și încetarea schismei papale dintre Roma și Avignon. Au participat și delegați ai Țării Românești și ai Moldovei

## Nașteri
- 18 decembrie: Albert al VI-lea, Arhiduce al Austriei arhiduce de Austria (d. 1463)
- dată necunoscută: Giovanni Giustiniani condotier genovez (d. 1453)
- 4 martie: Benedetto Dei istoric italian (d. 1492)

## Decese
- 31 ianuarie: Mircea cel Bătrân, domn al Țării Românești (n. 1355)